# عيسى عبد الله الباشه النعيمي
عيسى عبد الله الباشه النعيمي هو دبلوماسي إماراتي ويتولى حالياً مهامه كأول سفير مقيم للإمارات العربية المتحدة لدى جورجيا منذ سبتمبر 2018, حيث قدم أوراق أعتماده إلى الرئيس جيورجي مارغفيلاشفيلي في 13 سبتمبر 2018 في القصر الجمهوري في العاصمة تبليسي. ولد عام 1956 في إمارة رأس الخيمة وتخرج من جامعة الإمارات عام 1981 بشهادة بكالوريوس في الجغرافيا والعلاقات الدولية، كما حصل لاحقاً على درجة الماجستير في العلاقات الدولية.

## العمل في وزارة الخارجية
التحق بوزارة الخارجية عام 1981 وتولى المناصب التالية:
- سفيراً لدى جورجيا منذ 2018 إلى الآن.
- سفيراً لدى جمهورية باكستان الإسلامية منذ 2011 حتى 2017.
- سفيراً غير مقيم لدى جمهورية موريشيوس منذ 2012 وحتى الآن.
- مديراً لإدارة الشؤون الأفريقية.
- سفيراً لدى جمهورية السودان. أصبح عميداً للسلك الدبلوماسي العام عام 2007.
- سفيراً غير مقيم لدى جمهورية أوغندا.
- سفيراً غير مقيم لدى جمهورية تشاد.
- سفيراً غير مقيم لدى جمهورية تنزانيا.
- قائماً بأعمال النيابة بسفارة الدولة في بكين.
- قنصلاً عاماً للدولة في بندر عباس.
- عمل في سفارات الدولة في كل من دمشق وطهران ونيودلهي وإسلام آباد ودكا.
- انتقل عدة مرات إلى ديوان وزارة الخارجية بأبوظبي.